# Kodeks 095
Kodeks 095 (Gregory-Aland no. 095), α 1002 (Soden) – grecki kodeks uncjalny Nowego Testamentu na pergaminie, paleograficznie datowany na VIII wiek. Rękopis przechowywany jest w Rosyjskiej Bibliotece Narodowej (Gr. 17) w Petersburgu.

## Opis
Do dziś zachowała się tylko 1 karta kodeksu (28 na 19 cm) z tekstem Dziejów Apostolskich (2,45-3,8). Tekst pisany jest jedną kolumną na stronę, 21 linijek w kolumnie.
Tekst kodeksu reprezentuje aleksandryjską tradycję tekstualną. Kurt Aland zaklasyfikował go do kategorii III.
Fragment przywieziony został przez Tischendorfa z Synaju. Opisany został przez de Muralt (jako 45a) oraz Tischendorfa. Gregory w 1908 roku dał mu siglum 095. William Hatch opublikował facsimile fragmentu w 1935 roku. INTF datuje go na VIII wiek. 27 wydanie greckiego Nowego Testamentu Nestle-Alanda (NA27) cytuje rękopis sześciokrotnie.
Fragment należał do tego samego rękopisu co 0123 (zawiera Dz 2,22.26-28.45-3,2), przechowywany w Rosyjskiej Bibliotece Narodowej (Gr. 49). Fragment opisał Kurt Treu, Aland zaklasyfikował do III kategorii.